# Remixploitation
Remixploitation es un álbum de remixes del guitarrista estadounidense John 5 (Marilyn Manson/Rob Zombie) publicado el 14 de febrero de 2009.

## Lista de canciones
| N.º | Título                       | Duración |  |
| 1.  | «Dorsia»                     | 4:02     |  |
| 2.  | «Monsters and Gods»          | 4:10     |  |
| 3.  | «Say Goodnight to Your Soul» | 3:37     |  |
| 4.  | «Sin»                        | 3:27     |  |
| 5.  | «Eat It Up»                  | 4:06     |  |
| 6.  | «Unbelievers»                | 3:55     |  |
| 7.  | «Shoot the Dog»              | 3:03     |  |
| 8.  | «2 Bullets»                  | 3:19     |  |
| 9.  | «Plastic»                    | 3:37     |  |
| 10. | «How Do You Like It»         | 4:36     |  |